# ミネルヴァ級コルベット
ミネルヴァ級コルベット（イタリア語: corvette classe minerva）は、イタリア海軍で運用されているコルベットの艦級。1987年から1991年にかけて全部で8隻就役した。主として哨戒任務に用いられている。

## 概要
本級は、1950年代のコルベットであったアルバトロス級およびピエトロ・ディ・クリストファロ級各4隻を代替するものとして開発された。当初は、4隻ずつを3グループ、合計12隻を建造する計画であり、第1グループは1982年に発注された。しかし、予算上の問題から第3グループの発注は行なわれずに終わった。

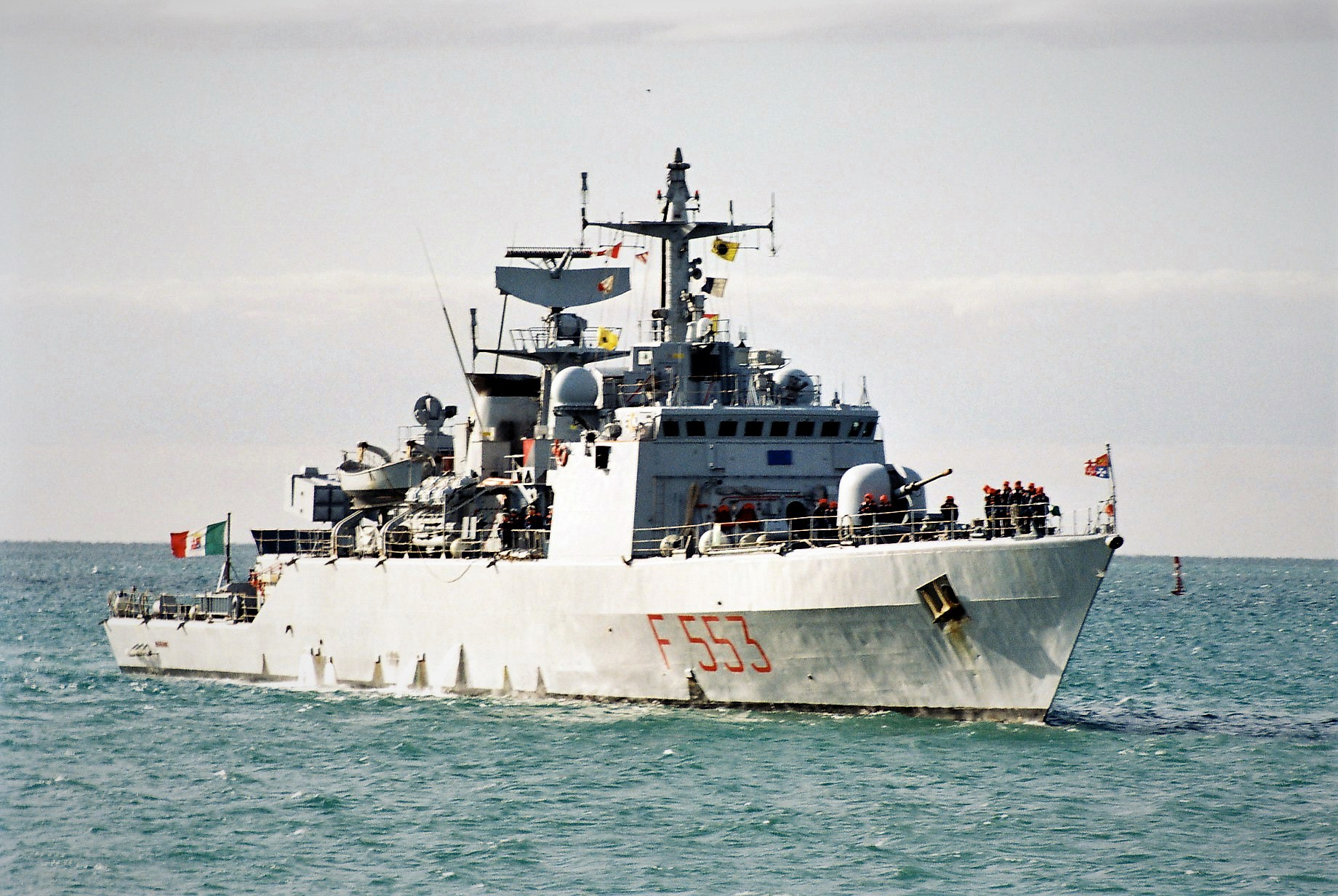
「ダナイデ」
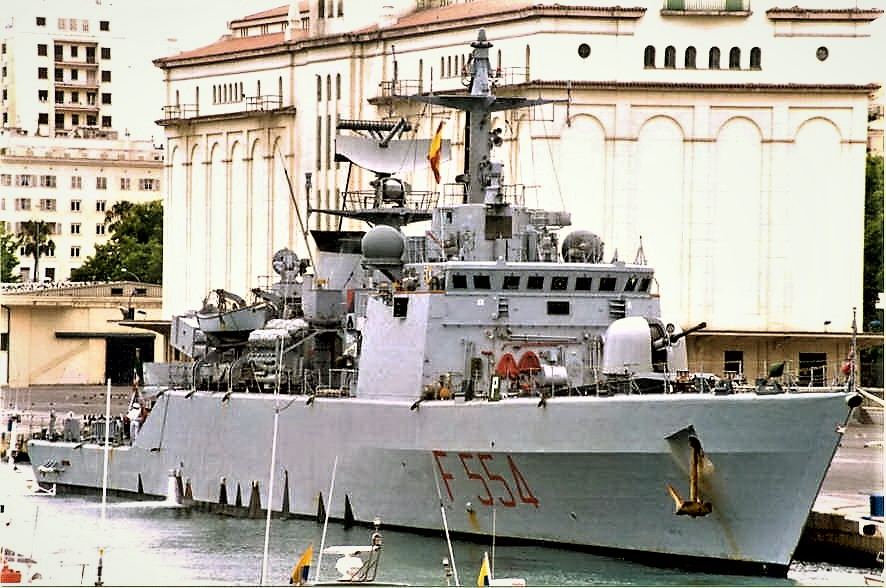
「スフィンジェ」
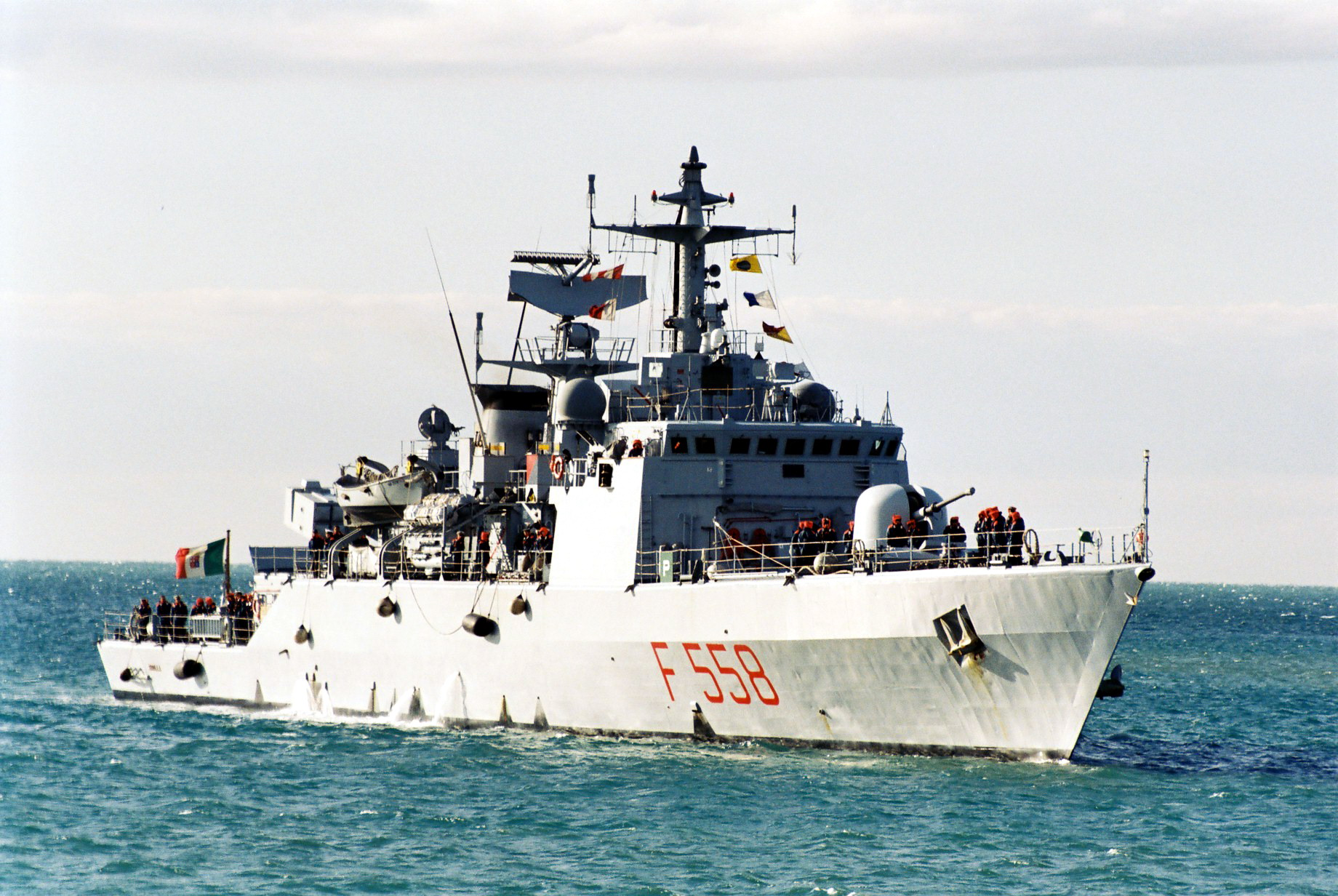
「シビッラ」

本級の任務は、シチリア島周辺など戦略的に重要な海域を哨戒することであり、また平時には排他的経済水域の警備や乗員の訓練に用いられる。沿岸域を主たる作戦海面として想定しており、強力な航空脅威が想定されることから、1,200トン級という小型の艦であるにもかかわらず、アルバトロス個艦防空ミサイル・システムを搭載している。その一方、哨戒を主任務とすることから対水上火力は貧弱であるが、必要に応じてテセオ艦対艦ミサイルの追加装備が可能とされている。このために前後の上部構造物はやや離されており、また砲やPDMSは射界を確保するため前後に離して設置されていて、アルバトロス級などが上部構造物や兵装を艦の中央部にまとめていたのと対照的となっている。

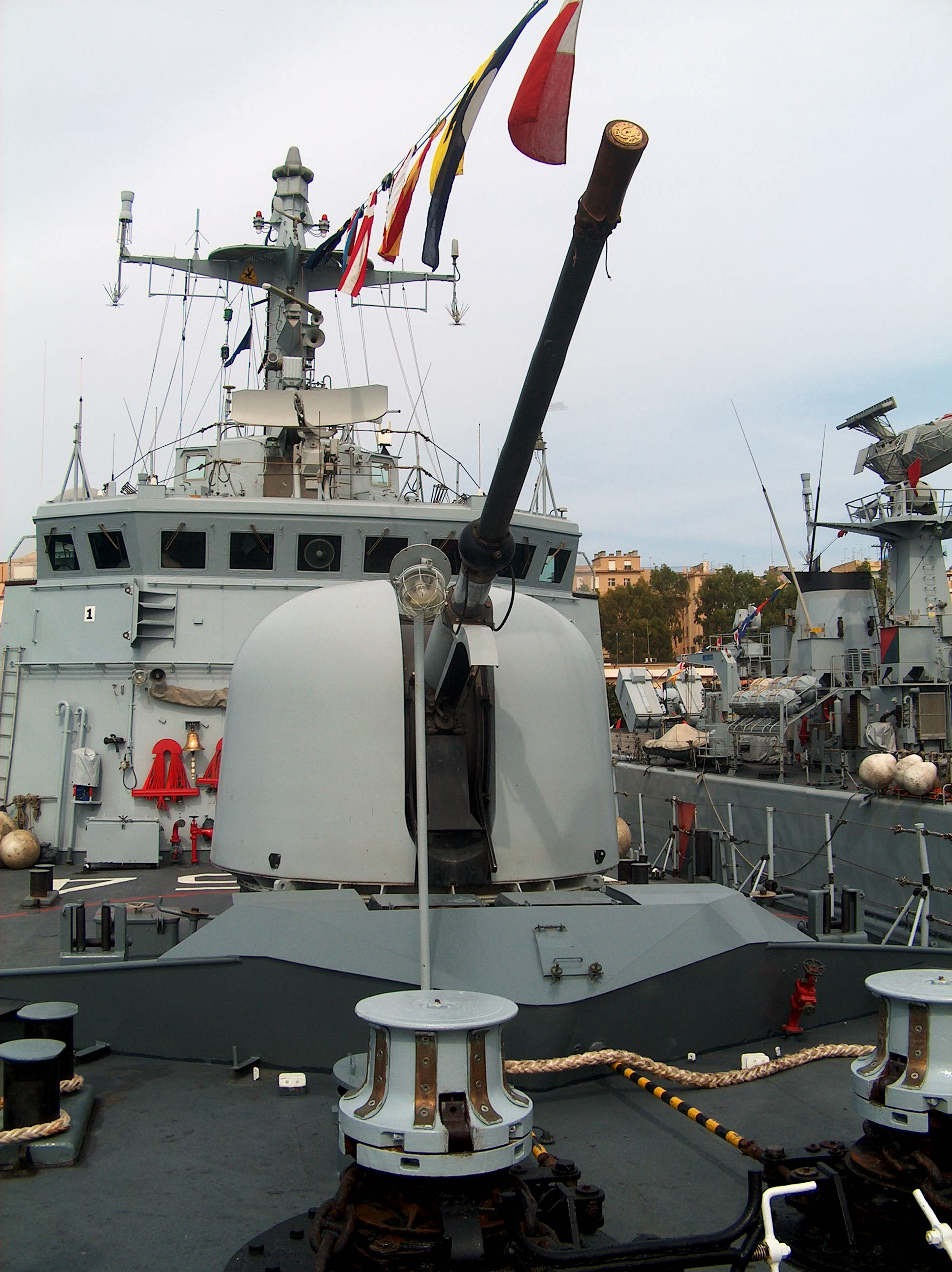
「ミネルヴァ」のOTO 7.6cm自動砲
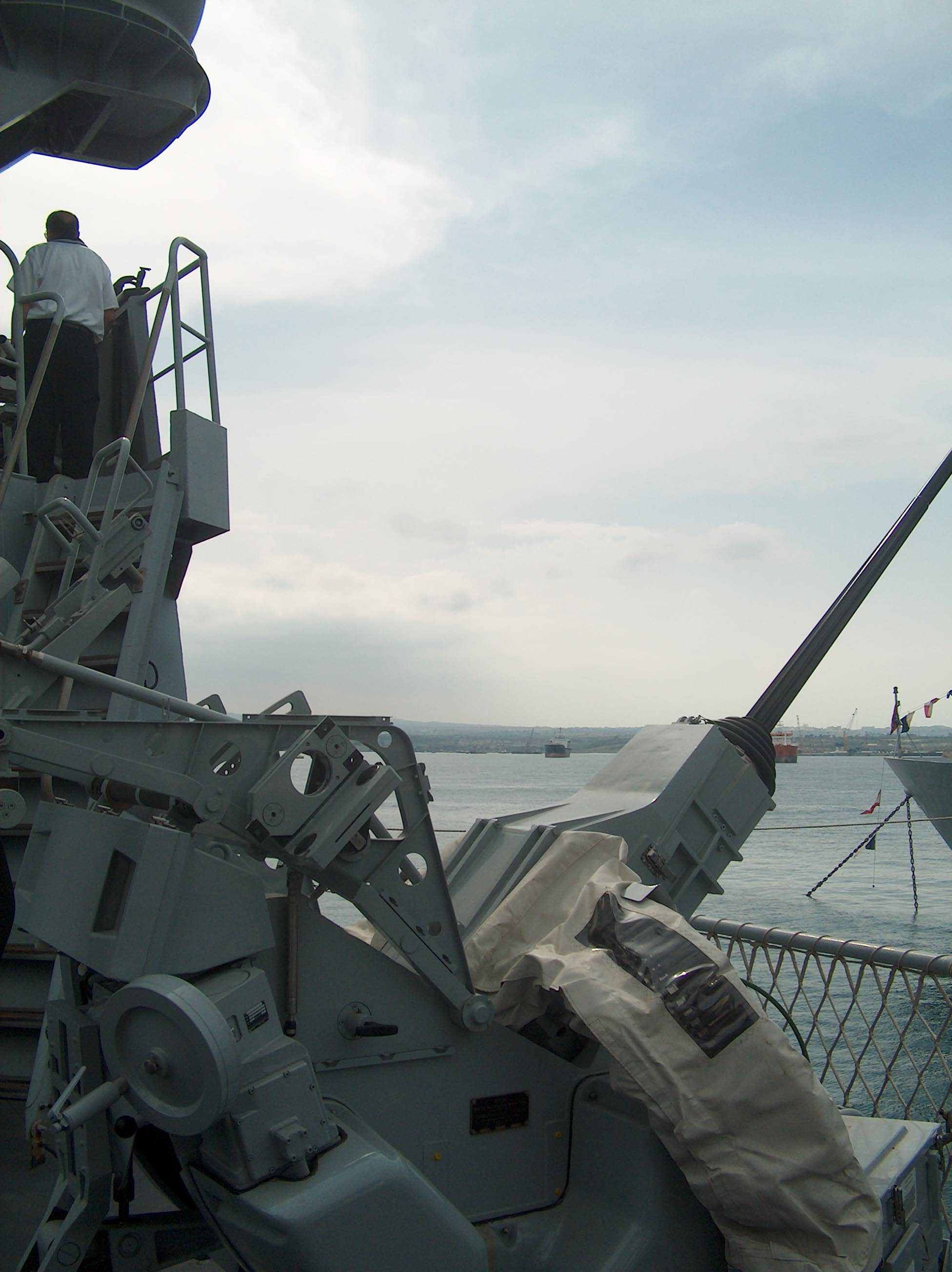
「スフィンジェ」の25mm機関砲

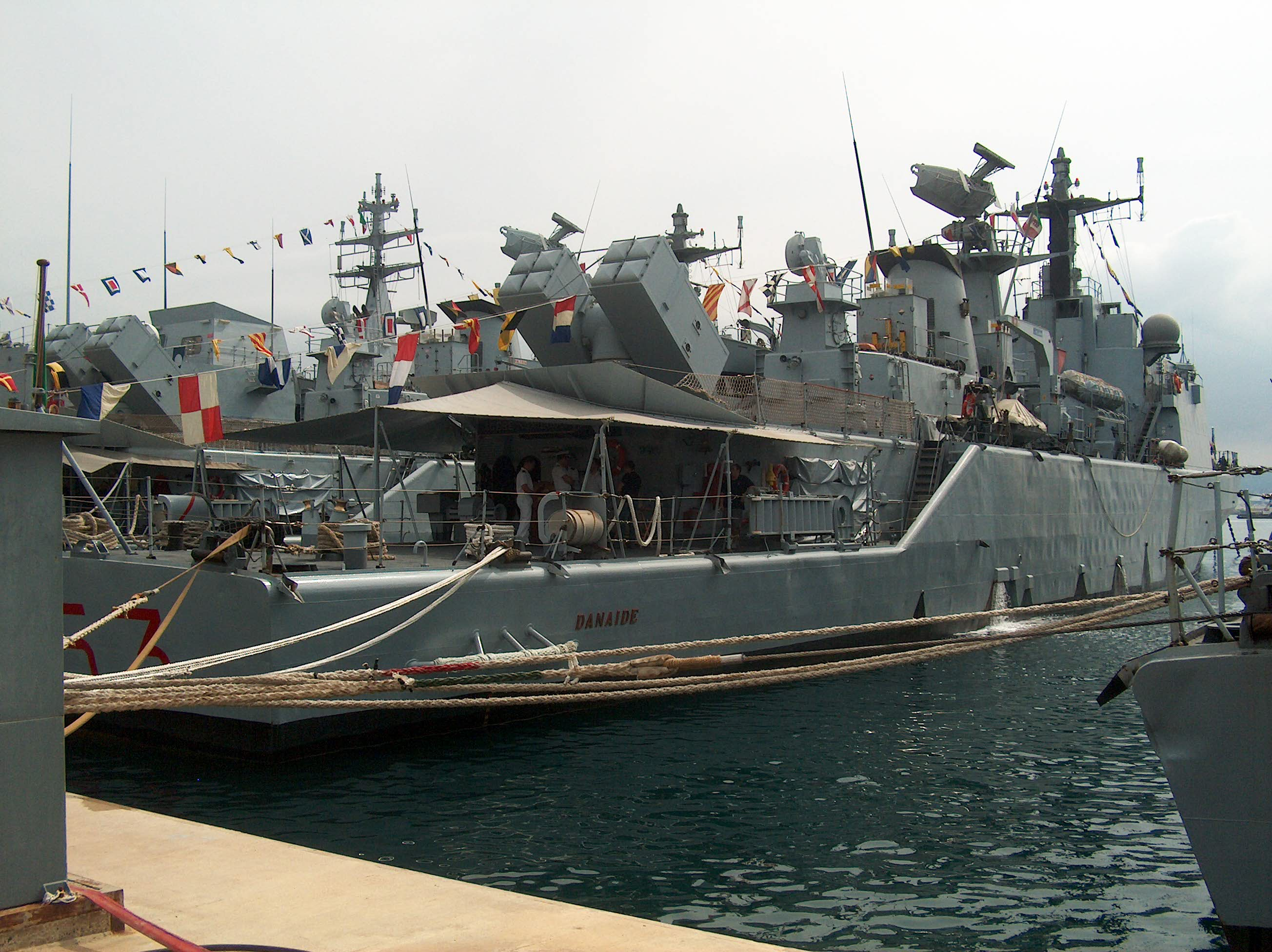
「ダナイデ」のアルバトロスPDMS 8連装発射機
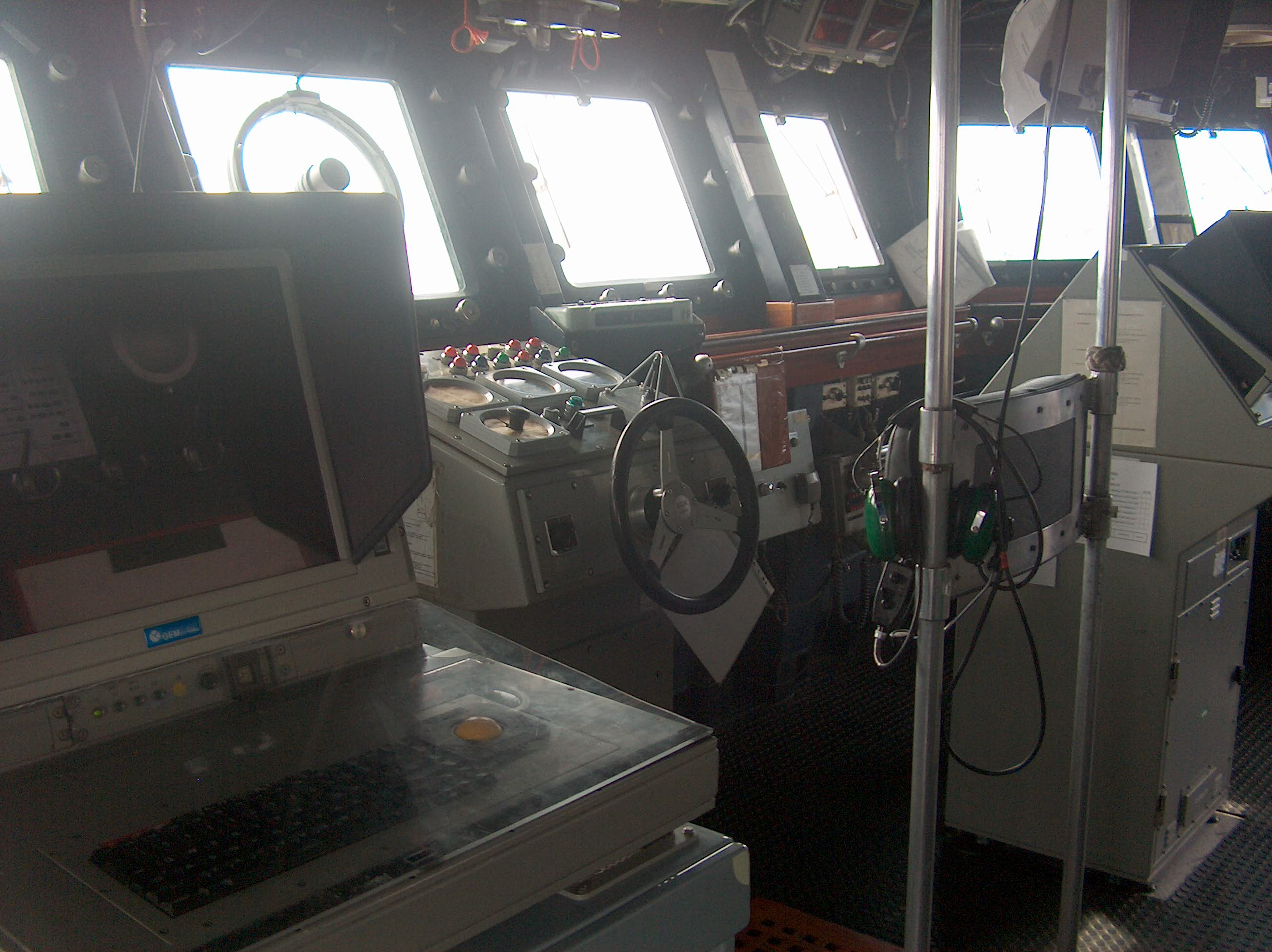
「ダナイデ」の艦橋

## 同型艦
| イタリア海軍 | イタリア海軍 | イタリア海軍           | イタリア海軍   | イタリア海軍    | イタリア海軍   | 退役/再就役後  | 退役/再就役後            | 退役/再就役後          | 退役/再就役後                        | 退役/再就役後          |                        |
| バッチ       | 艦番号       | 艦名                   | 起工           | 進水            | 就役           | 退役           | 再就役先                 | 艦番号                 | 艦名                                 | 就役                   |                        |
| ------------ | ------------ | ---------------------- | -------------- | --------------- | -------------- | -------------- | ------------------------ | ---------------------- | ------------------------------------ | ---------------------- | ---------------------- |
| 1            | F-551        | ミネルヴァ（Minerva）  | 1985年 3月11日 | 1986年 3月25日  | 1987年 6月10日 | 2015年 5月14日 | バングラデシュ沿岸警備隊 | PL71                   | ショイヨド・ナズルル CGS Syed Nazrul | 2017年 1月12日         |                        |
| 1            | F-552        | ウラーニア（Urania）   | 1985年 3月11日 | 1986年 6月21日  | 1987年 6月10日 | 2016年 3月10日 | バングラデシュ沿岸警備隊 | PL73                   | マンスール・アリ CGS Mansoor Ali     | 2017年 12月22日        |                        |
| 1            | F-553        | ダナイデ（Danaide）    | 1985年 5月26日 | 1986年 10月18日 | 1988年 2月13日 | 2016年 3月10日 | バングラデシュ沿岸警備隊 | PL74                   | カムルッツァマン CGS Kamruzzaman     | 2017年 12月22日        |                        |
| 1            | F-554        | スフィンジェ（Sfinge） | 1985年 5月26日 | 1986年 5月16日  | 1988年 2月13日 | 2017年 5月29日 | スクラップとして再循環   | スクラップとして再循環 | スクラップとして再循環               | スクラップとして再循環 | スクラップとして再循環 |
| 2            | F-555        | ドリアーデ（Driade）   | 1987年 3月5日  | 1989年 1月15日  | 1990年 12月4日 | 2019年 9月25日 | スクラップとして再循環   | スクラップとして再循環 | スクラップとして再循環               | スクラップとして再循環 | スクラップとして再循環 |
| 2            | F-556        | キメラ（Chimera）      | 1987年 3月5日  | 1989年 9月9日   | 1990年 12月4日 | 2019年 9月25日 | スクラップとして再循環   | スクラップとして再循環 | スクラップとして再循環               | スクラップとして再循環 | スクラップとして再循環 |
| 2            | F-557        | フィニーチェ（Fenice） | 1987年 3月5日  | 1990年 4月7日   | 1991年 1月15日 | 2017年 5月29日 | スクラップとして再循環   | スクラップとして再循環 | スクラップとして再循環               | スクラップとして再循環 | スクラップとして再循環 |
| 2            | F-558        | シビッラ（Sibilla）    | 1987年 3月5日  | 1990年 9月15日  | 1991年 5月16日 | 2015年 5月14日 | バングラデシュ沿岸警備隊 | PL72                   | タジュディン CGS Tajuddin            | 2017年 1月12日         |                        |